# Turrican II: The Final Fight
Turrican II: The Final Fight is een computerspel. Het werd ontwikkeld door Factor 5 en uitgebracht door Rainbow Arts Software. Het spel kwam in 1991 uit voor een aantal populaire homecomputers. Later volgde een versie voor MS-DOS (1995) en BlackBerry (2013).
Een megarobot genaamd The Machine valt de United Planets Ship Avalon 1 aan en weet iedereen uit te schakelen. Behalve Bren McGuire, die in een bionische robot genaamd Turrican weet te ontsnappen. De speler speelt deze robot en moet al schietende zich een weg door zes grote levels banen. Het schietspel bevat platforms en soms vliegt de speler door werelden die qua sfeer lijken op R-type.

## Platforms
| jaar | platform                                                      |
| ---- | ------------------------------------------------------------- |
| 1991 | Amiga, Amstrad CPC, Atari ST, CDTV, Commodore 64, ZX Spectrum |
| 1995 | DOS                                                           |
| 2013 | BlackBerry                                                    |

## Ontvangst
| Beoordeeld door                       | Platform     | Datum         | Score |
| ------------------------------------- | ------------ | ------------- | ----- |
| 64'er                                 | Commodore 64 | mei 1991      | 100%  |
| Pixel-Heroes.de                       | DOS          | augustus 2003 | 100%  |
| Computer and Video Games (CVG)        | Amiga        | maart 1991    | 94%   |
| ACE (Advanced Computer Entertainment) | Amiga        | april 1991    | 90%   |
| ST Format                             | Atari ST     | maart 1991    | 89%   |
| Amiga Action                          | Amiga        | mei 1991      | 86%   |
| Power Play                            | Commodore 64 | april 1991    | 81%   |
| Amiga Format                          | Amiga        | maart 1991    | 80%   |
| Power Play                            | DOS          | december 1995 | 65%   |
| PC Games (Duitsland)                  | DOS          | december 1995 | 63%   |